# Wafaa al-Saddik
Wafaa al-Saddik (àrab: وفاء الصديق, Wafāʾ aṣ-Ṣiddīq) (nascuda el 1950) és una egiptòloga egípcia, que del 2004 al 2010 va ser la directora general del Museu Egipci del Caire. Va ser la primera dona en ocupar aquest càrrec.

## Vida personal
Al-Saddik va néixer el 1950 a la regió del delta del Nil a Egipte. Durant la crisi de Suez, la seva família es va traslladar al Caire. Va estudiar arqueologia a la Universitat del Caire. Després de la seva llicenciatura, el 1972, es va convertir en empleada de l'administració d'antiguitats egípcies. Més tard, el 1978, va continuar els seus estudis a la Universitat de Viena, on es va doctorar el 1983. Va viure i treballar a Colònia, Alemanya, durant 15 anys, durant els quals va conèixer el seu marit, un egipci que treballa com a farmacèutic. Es van casar el 1989 i tenen dos fills. La seva germana ha estat secretària d'Estat del Ministeri de l'Aigua.

## Carrera
Al principi al-Saddik volia ser periodista, ja que havia estat molt interessada per la Guerra dels Sis Dies i la Guerra de Yom Kippur. Es va fixar en l'arqueologia després d'un viatge a Tebes i la resclosa d'Assuan.
Ha realitzat gires històriques a líders mundials, com ara a Margaret Thatcher, Jimmy Carter i Helmut Schmidt, així com a l'ex president egipci Anwar al-Sadat. Als 27 anys, al-Saddik va anar a Nova Orleans per a treballar en l'exposició de Tutankamon.
Del 2004 al 2010 va ser directora general del Museu Egipci del Caire. Va ser la primera dona directora del museu. Com a directora, Wafaa al-Saddik va assegurar que havia rebut nombroses ofertes amb motius polítics per finançar el museu. Al-Saddik va afirmar que el museu va generar uns ingressos diaris d'un milió de lliures egípcies, però la major part d'aquests diners es van transferir al govern central en lloc de gastar-los en la institució. Al seu llibre Protecting Pharaoh's Treasures (Protegint els tresors del faraó), al-Saddik va dir que havia predit la revolució egípcia del 2011, dient que havia cregut que seria similar a la revolució tunisiana. L'octubre del 2010, va ser escollida pel llavors president egipci Hosni Mubarak per a seleccionar artefactes per a una exposició a Roma, tot i que les seves decisions van ser rebutjades més tard. Va ser obligada a deixar el seu càrrec al museu el desembre del 2010, perquè havia arribat a l'edat de jubilació.
Durant la revolució egípcia del 2011, al-Saddik va ser testimoni del saqueig del Museu Egipci i del Museu de Memphis. Va culpar l'incident a agents de policia i guardians del museu. Després de la revolució, al-Saddik va expressar la seva preocupació per la preservació del material històric egipci.

## Obres
- al-Saddik, Wafaa. Kindermuseen für Ägypten. Studie zur Einrichtung von Kindermuseen und museumspädagogischen Abteilungen in den Museen Ägyptens (en alemany).  Kairo/Köln, 1989.
- al-Saddik, Wafaa. Twenty-sixth dynasty necropolis at Gizeh: An analysis of the tomb of Thery and its place in the development of Saite funerary art and architecture (en anglès).  Afro-Pub, 1984.
- al-Saddik, Wafaa; Heimlich, Rüdiger. Es gibt nur den geraden Weg: Mein Leben als Schatzhüterin Ägyptens (en alemany).  Kiepenheuer & Witsch eBook, 2013. ISBN 978-3-462-04535-2. «autobiografia»
- al-Saddik, Wafaa; Heimlich, Rüdiger; Stockman, Russell. Protecting Pharaoh's Treasures: My Life in Egyptology (en anglès).  The American University in Cairo Press, 2017. ISBN 978-9774168253.